# Чудеса в Гусляре
«Чудеса в Гусляре» — сборник фантастических рассказов Кира Булычёва. Вышел в московском издательстве «Молодая гвардия» в 1972 году в серии «Библиотека советской фантастики», неоднократно переиздавался. Первая книга автора[уточнить]. Критик Роман Арбитман относит «Чудеса в Гусляре» к числу «молодогвардейских» сборников фантастики, которые «не потеряли своего обаяния».

## Содержание
Сборник состоит из двух частей. В первую часть, озаглавленную «Так начинаются наводнения», вошло 11 рассказов.
В рассказе «Поделись со мной…» описывается планета, на которой каждый человек способен почувствовать боль и все переживания другого человека, и может помогать ему, забирая чужую боль себе. Рассказ проникнут лирическим настроением.
Рассказ «Избушка» представляет собой первую главу из повести «Великий дух и беглецы», из цикла о докторе Павлыше, полностью впервые опубликованной в том же 1972 году в 11 выпуске сборника научной фантастики «НФ» издательства «Знание».
Рассказы «Хоккей Толи Гусева» и «Пустой дом» — фантастические парадоксальные истории об удивительных открытиях, совершенных в космосе. «Такан для детей Земли» — история поимки чудесного животного, живущего на одной далекой планете.
В рассказе «Так начинаются наводнения» описан фантастический мир с причудливыми особенностями причинно-следственных связей. Рассказ «Я вас первым обнаружил!» посвящён моральным проблемам далекого космического поиска — космонавты, которые долгое время находятся в звездной экспедиции, и терпят невероятные лишения, внезапно узнают, что их подвиг обессмыслился благодаря открытию, позволяющему перемещаться в космосе с немыслимыми ранее скоростями.
В рассказе «Освящение храма Ананда» проникновение группы исследователей из будущего в далекое прошлое Мьянмы ведет к непредсказуемым последствиям — герой влюбляется в девушку из далекого прошлого и уходит за ней в прошлое.
В рассказе «Поломка на линии» наш современник случайно обнаруживает передатчик предметов во времени. Находка приводит героя, в частности, к серьёзным моральным раздумьям.
Рассказ «Когда вымерли динозавры?», знаменитый тем, что назывался автором всегда своим первым фантастическим произведением, также включен в сборник.
Рассказ «Выбор», в котором впервые упоминается герой, позже названный Гариком Гагариным, ещё не носит на себе следы спешки, которые характерны для более поздних произведений писателя с этим персонажем, и представляет собой прекрасную новеллу о человеке, обладающим многочисленными паранормальными способностями. Поставленный перед выбором — войти в сообщество себе подобных, или остаться жить на Земле, которая ему стала второй родиной, но на которой он остаться чужим и непонятым, он выбирает Землю.
Вторая часть сборника — «Пришельцы в Гусляре», — включает 7 рассказов из цикла о Великом Гусляре. Сборник открывает авторское «Вступление», в котором излагается апокрифическая история этого фантастического города.
Рассказ «Связи личного характера» знаменит тем, что это первый рассказ из цикла, написанный в 1967 году.
В рассказе «Как его узнать?» герои ищут агента из будущего, наблюдающего за жизнью Великого Гусляра, и никак не могут его разоблачить.
В рассказе «Кладезь мудрости» Корнелий Удалов получает уникальную возможность использовать свои интеллектуальные способности полностью. Тогда как известно, что у нормального человека мозг используется, дай Бог, на один процент, как узнает Корнелий из статьи журнала «Здоровье». Рассказ «Надо помочь» юмористически рисует попытки Корнелия Удалова помочь одному странному инопланетному гостю.
В рассказе «Разум в плену» разумный осьминог-пришелец попадает в качестве рыболовного трофея жителям Великого Гусляра. Рассказ ведется от имени осьминога, и перемежается диалогами гуслярцев, не понимающих до времени, с кем имеют дело.
В рассказе «Поступили в продажу золотые рыбки» в зоомагазин в Великом Гусляре удивительным образом поступила партия волшебных золотых рыбок, исполняющих желания.
Рассказ «Ответное чувство» посвящён удивительной старушке Глумушке, которую все принимают за знахарку, а она на самом деле — инопланетный гость, из-за своей доброты помогающий жителям Великого Гусляра и окрестностей.

## Экранизации
- 1988–1991 — «Чудеса в Гусляре» — кукольный мультипликационный сериал из шести фильмов, режиссёр Александр Полушкин, Куйбышевтелефильм:

1988 — Фильм 1. «Чудеса в Гусляре»
1989 — Фильм 2. «Копилка»
1989 — Фильм 3. «Яблоня»
1990 — Фильм 4. «Свободный тиран»
1990 — Фильм 5. «Спутник икры»
1991 — Фильм 6. «Кладезь мудрости».